# Ян Масло
Ян Масло (словац. Ján Maslo, нар. 5 лютого 1986, Дольний Кубін, Словаччина) — словацький футболіст, захисник словацького клубу «Ружомберок».

## Клубна кар'єра
Вихованець клубу «Ружомберок», був капітаном команди, яка виграла першість серед молодіжних команд. За основну команду виступав з 2005 року, зігравши в чемпіонаті 119 матчів і забивши 10 голів.
В липні 2011 року перейшов в луцьку «Волинь», де він відіграв три сезони. Перший гол забив у ворота «Іллічівця» в кубковому матчі. У останньому сезоні 2013/14 Масло провів за луцьку команду 25 матчів та забив 1 гол.
В середині червня 2014 року розірвав контракт з луцьким клубом «у зв'язку із ситуацією в Україні», а вже 28 червня підписав півторарічний контракт з карагандинським «Шахтарем».

## Збірна
Грав за молодіжну збірну Словаччини, в 2011 році був кандидатом в національну збірну Словаччини, проти так і не зіграв за неї жодного матчу.